# Ari-Pekka Härkänen
Ari-Pekka Härkänen (31 de marzo de 1972) es un deportista finlandés que compitió en lucha grecorromana. Ganó una medalla de bronce en el Campeonato Europeo de Lucha de 2004, en la categoría de 60 kg.

## Palmarés internacional
| Campeonato Europeo | Campeonato Europeo | Campeonato Europeo | Campeonato Europeo |
| Año                | Lugar              | Medalla            | Categoría          |
| ------------------ | ------------------ | ------------------ | ------------------ |
| 2004               | Haparanda (Suecia) | Medalla de bronce  | 66 kg              |